# Catedrala Schimbarea la Față din Cluj-Napoca
Catedrala Schimbarea la Față (cunoscută și ca Biserica Minoriților) este un monument istoric și de arhitectură din Cluj-Napoca. Edificiul a fost ridicat între 1775-1779 în stil baroc. Din 1924 servește drept catedrală a Episcopiei Greco-Catolice de Cluj-Gherla. Biserica se găsește pe actualul Bulevard al Eroilor, la nr. 10.

## Istoric
Edificiul a fost ridicat în stil baroc în anii 1775-1779 de ordinul romano-catolic al Fraților Minori Conventuali (așa numiții „minoriți”, cea mai veche ramură a franciscanilor) pe amplasamentul fostei „case Henter” și pe alte terenuri învecinate obținute prin schimb, meșter și totodată proiectant fiind Francisc Kirtner. Banii necesari lucrărilor au provenit dintr-o donație a împărătesei Maria Terezia, totodată Mare Principesă a Transilvaniei. Din cauza unei erori de construcție, turnul bisericii s-a prăbușit la 22 septembrie 1779, făcând și o victimă umană. Turnul și fațada au fost ridicate din nou, 3 ani mai târziu, sub îndrumarea arhitectului Johann Eberhard Blaumann.
După ce papa Pius al XI-lea a decis în anul 1924 să treacă biserica în proprietatea Bisericii Române Unite cu Roma (Bisericii Greco-Catolice), călugării franciscani s-au baricadat în interiorul clădirii, ceea ce a făcut necesară intervenția forțelor de ordine pentru evacuarea lor. 
Edificiul a fost donat Bisericii Române Unite cu Roma (Bisericii Greco-Catolice) în anul 1924 de către Sfântul Scaun, pentru a servi drept catedrală a Episcopiei Greco-Catolice de Cluj-Gherla, după mutarea sediului episcopiei de la Gherla la Cluj, iar Catedrala din Gherla a devenit con-catedrală. 
Adaptarea mobilierului interior la cerințele ritului bizantin a fost făcută prin efortul episcopului Iuliu Hossu. Astfel, în interiorul lăcașului de cult a fost amplasat un iconostas (inexistent în practica cultului romano-catolic). Altarele laterale realizate în stilul rococoului au fost mutate în Biserica Minoriților din Aiud. Mutarea efectivă a sediului episcopiei de la Gherla la Cluj a avut loc în anul 1930.
În anul 1948, după interzicerea BRU (Bisericii Greco-Catolice), clădirea a fost trecută de autoritățile comuniste în folosința Bisericii Ortodoxe Române. După Revoluția din 1989, Episcopia Greco-Catolică de Cluj-Gherla a cerut, mai întâi fără succes, să i se recunoască dreptul de proprietate asupra lăcașului sacru. Refuzul Arhiepiscopiei Ortodoxe a Vadului, Feleacului și Clujului de a restitui lăcașul de cult a dus la un proces care a durat opt ani, fiind mutat la mai multe instanțe din țară, în cele din urmă la Curtea de Apel Ploiești, pe motiv că instanțele din Transilvania ar ține partea greco-catolicilor. Curtea de Apel Ploiești a decis că proprietar a imobilului este Episcopia Greco-Catolică de Cluj-Gherla, dispunând restituirea imobilului. Episcopia de Cluj-Gherla a fost reprezentată în acest proces de avocatul Remus Luca, unul din veteranii Baroului Cluj.
Pe 13 martie 1998 executorul judecătoresc a pus Episcopia de Cluj-Gherla în posesia imobilului.
În 1998 s-a descoperit o criptă uitată de o sută de ani sub biserică iar aceasta conținea morminte ale familiilor Bogdanfi, Csiki, Toroczkai și Kornis.

## Descriere
Construcția din piatră și cărămidă are o lungime de 44,25 metri, o lățime de 15,44 metri și 28 de metri înălțime.
Fațada clădirii a fost realizată conform unui program artistic coerent, propriu stilului baroc. Arhitectul Blaumann a scos intrarea într-un rezalit foarte puternic, arcuit înspre exterior și legat de colțurile fațadei, față de care se află la o distanță de 3,60 metri. Această soluție generează un pregnant element dinamic conform cu cerințele barocului. Pilaștrii situați pe marginile fațadei, precum și în flancurile turnului, au capiteluri dorice profilate simplu, deasupra cărora curge un antablament cu arhitrava dublată. Cornișa proeminentă se află la o înălțime de 10,10 metri de la bază.
Sub atică, pe porțiunea din friză corespunzătoare arcuirii turnului, este înscrisă cronograma

(acest turn era căzut într-o tristă ruină, Augusta Theresia printr-un dar mărinimos l-a refăcut), cu valoarea 1782.
Frescele de pe tavan au fost pictate în 1908 de Francisc Lohr și restaurate în 1968 de Coriolan Munteanu.
Geamurile au stema familiei nobilului transilvănean Ioan Haller (protector al Minoriților în secolul al XVIII-lea) și stema Ordinului Minoriților. Vitraliile de secol al XIX-lea reprezintă sfinți legați de istoria ordinului franciscan și de istoria Ungariei. Odată cu preluarea bisericii, inscripțiile de pe vitralii (în limba maghiară) au fost distruse.

## Imagini

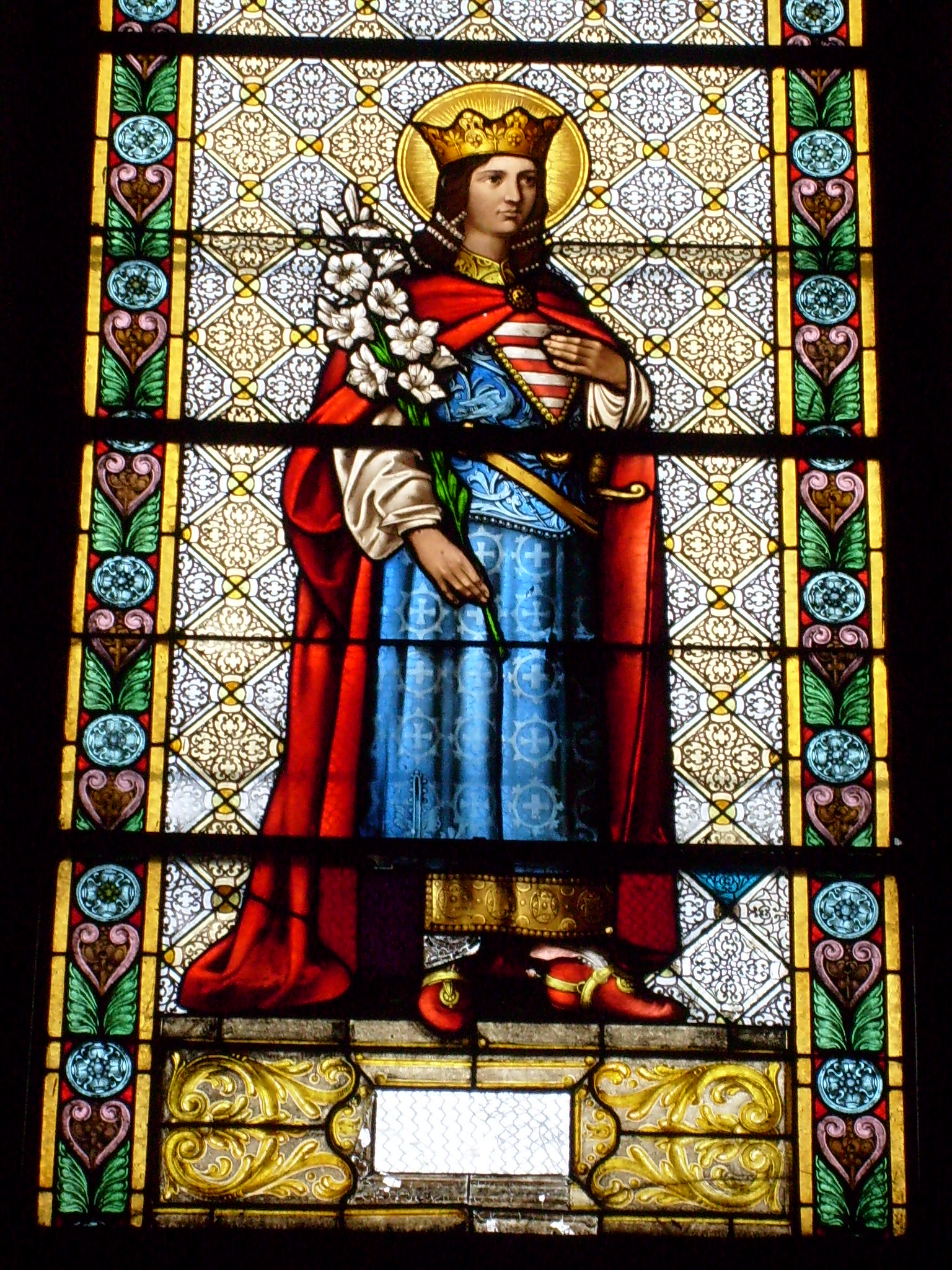
Sf. Emeric al Ungariei
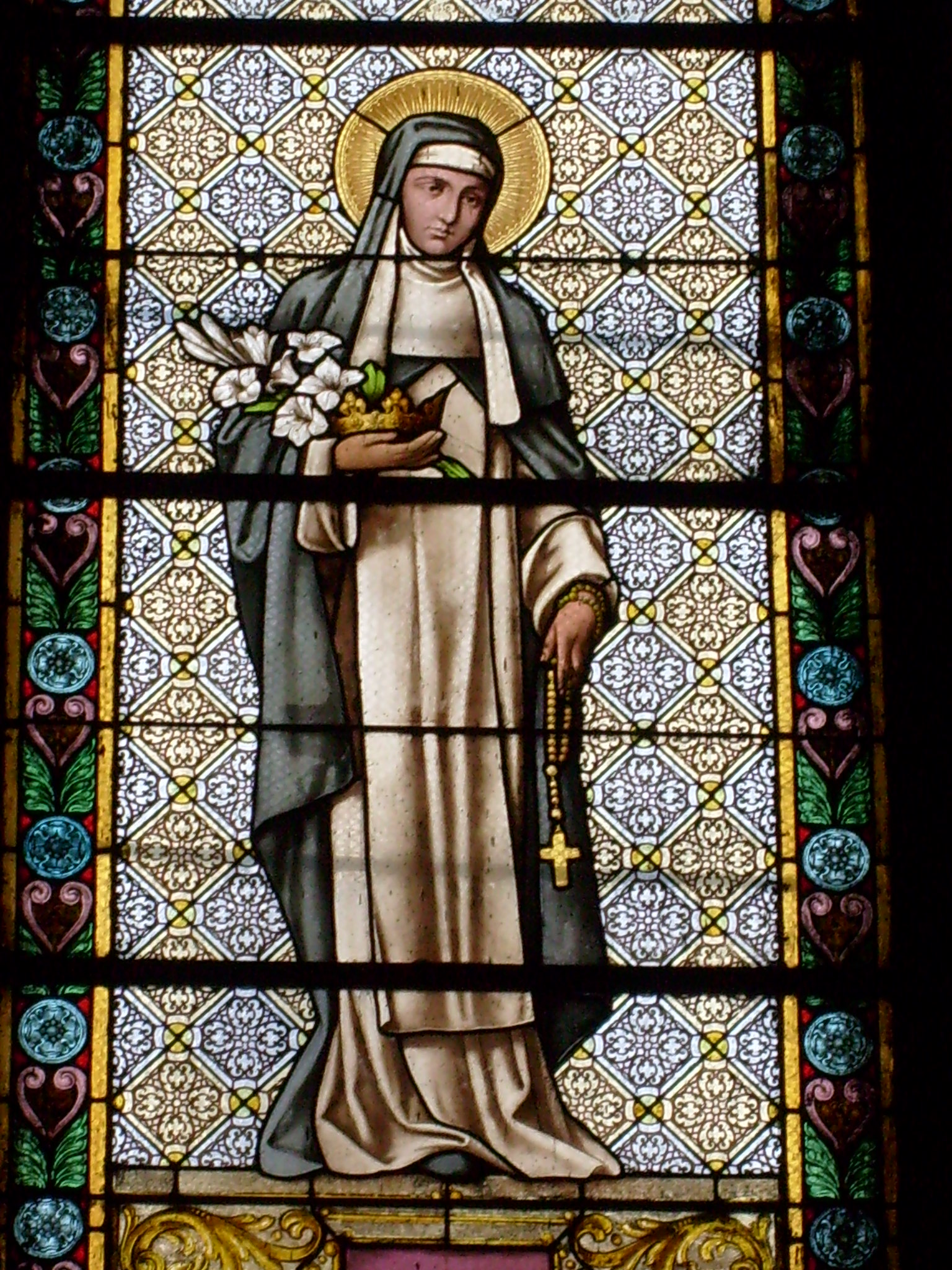
Margareta a Ungariei
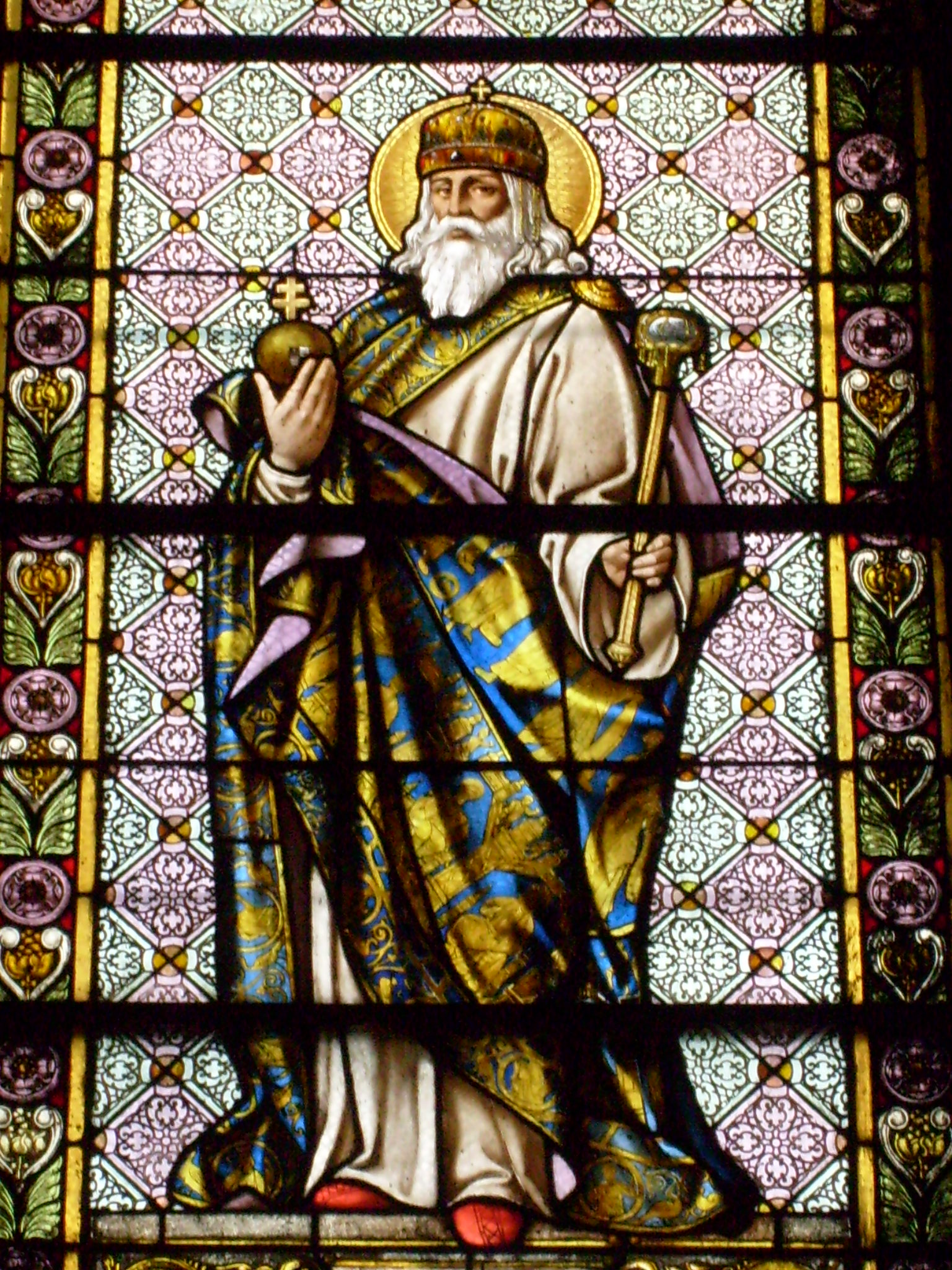
Sf. Ştefan al Ungariei
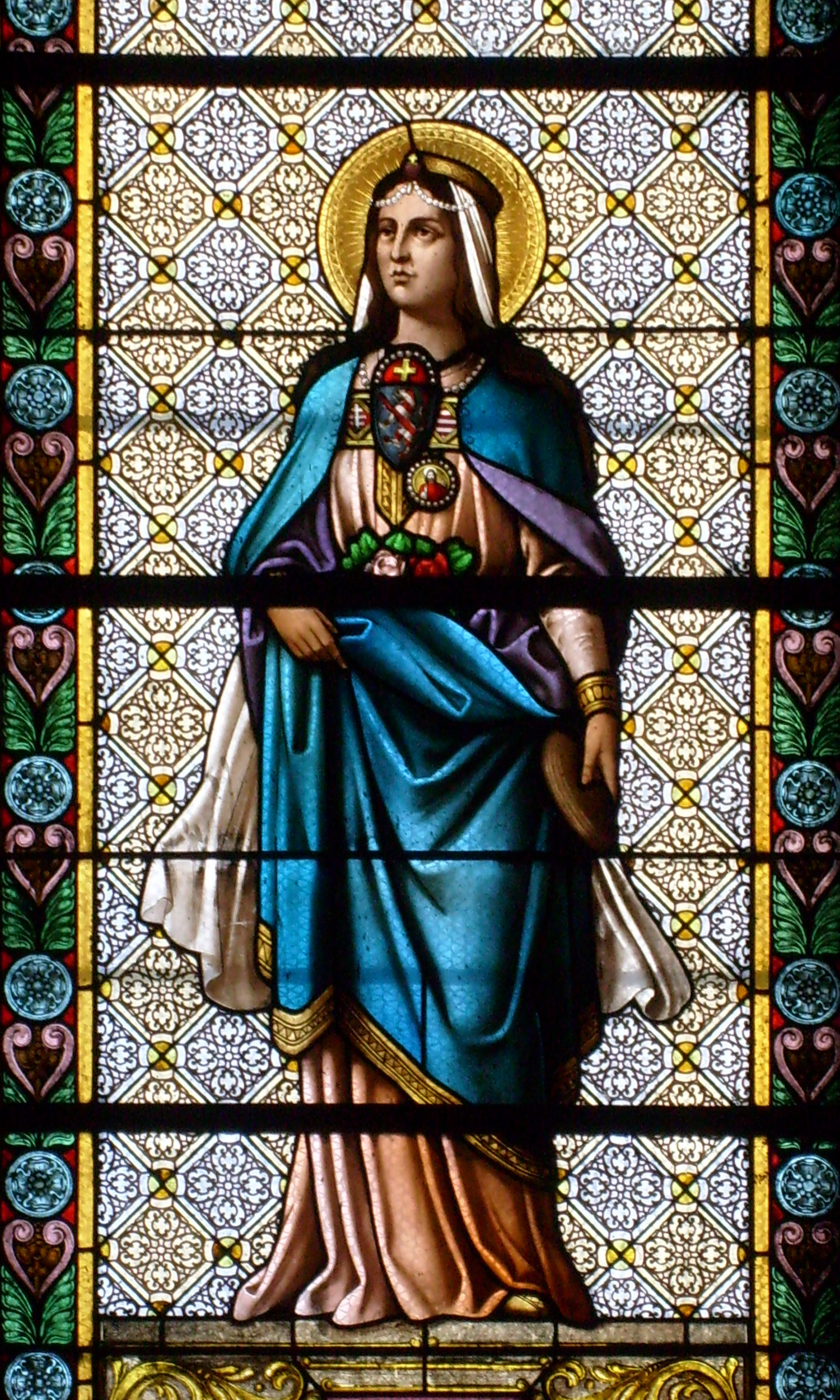
Sf. Elisabeta de Thuringia
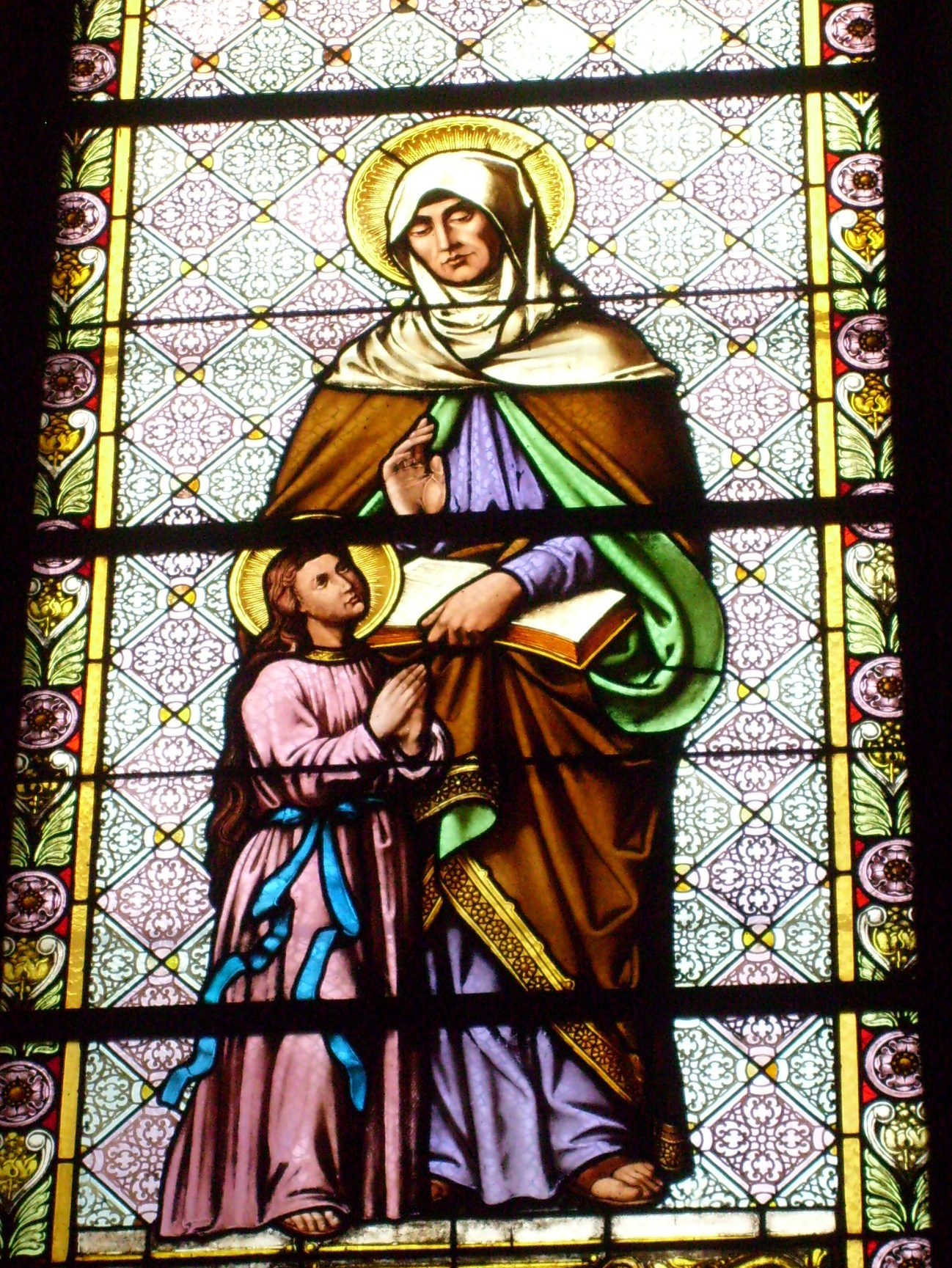
Sf. Ana
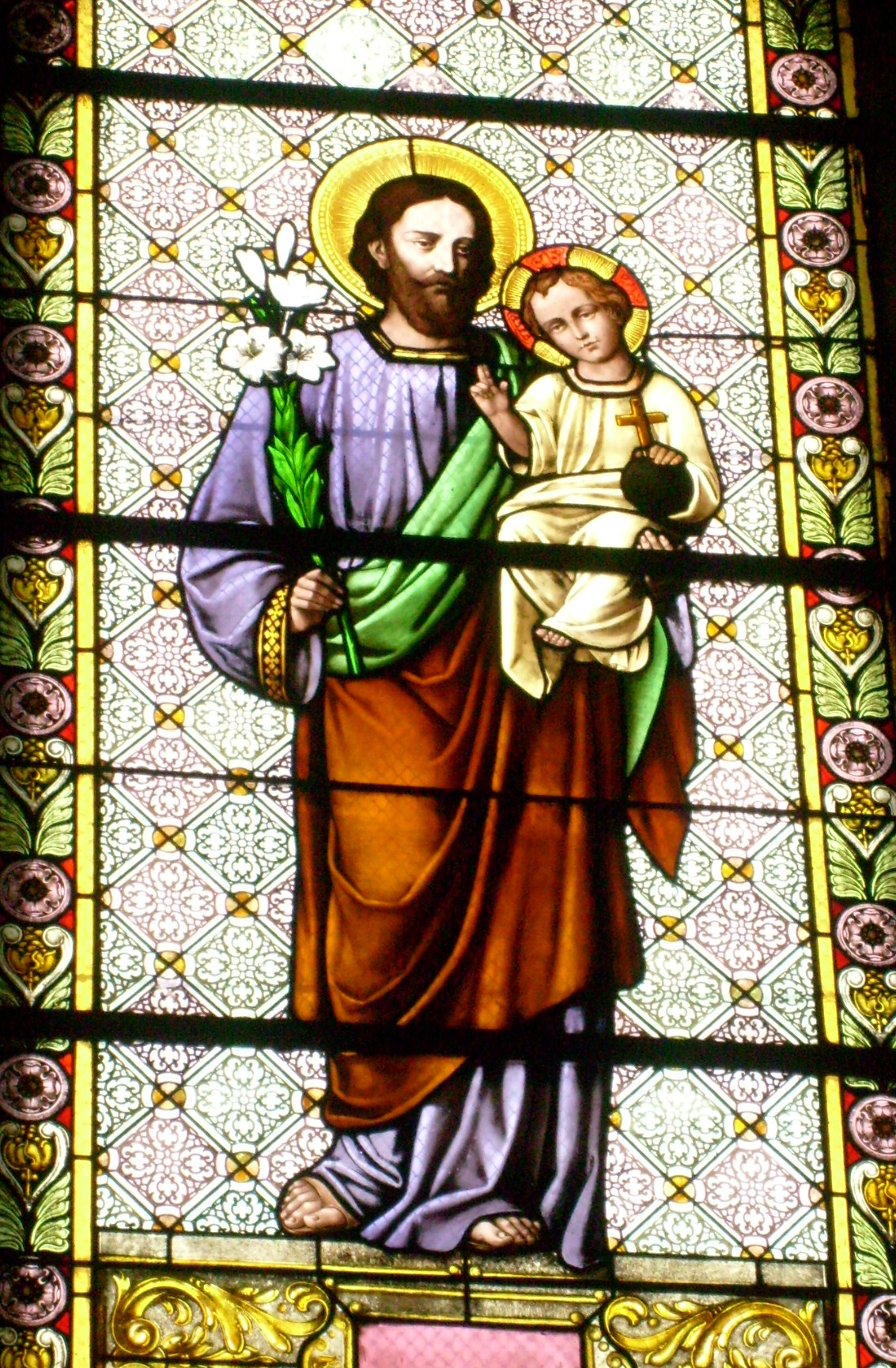
Sf. Iosif